# Van Wassenaer

Wappen des Adelsgeschlechts Wassenaer

Van Wassenaer ist der Name eines uradeligen Geschlechts aus der Grafschaft Holland, welches noch heute besteht. Die Familie besaß große Gebiete in Holland und stellte die Bannerherren von Wassenaar. 1711 wurde die Linie der Wassenaer Opdam in den Reichsgrafenstand erhöht. Eine Nebenlinie waren die Herren von Polanen, die unter anderem die Herrschaft Breda besaßen. Daraus stammte der Zweig der Herren von Leck ab, der zwischen 1416 bzw. 1486 und 1712 die Herren bzw. Reichsgrafen von dem Bergh stellte.

## Geschichte

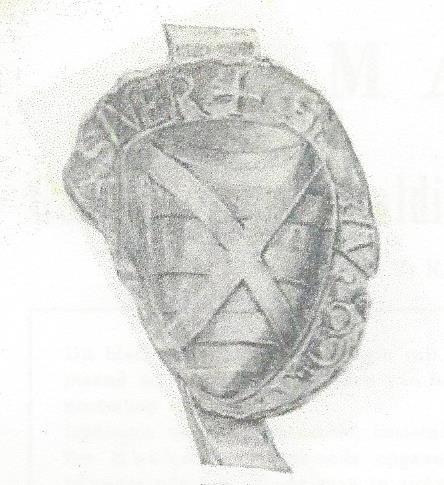
Siegel Dirks I. von 1226

Die erste Erwähnung der vielleicht den Edlen van Raephorst entstammenden van Wassenaers datiert auf den 3. November 1200 mit dem Ritter Philippus de Wasnare, einem Gefolgsmann Wilhelms I. von Holland (mehrmals erwähnt zwischen 1200 und 1223). Es ist möglich, dass er mit diesem am Dritten Kreuzzug unter Kaiser Friedrich Barbarossa oder am Kreuzzug von Damiette teilgenommen hat. Der Familienname und auch das Familienwappen mit drei liegenden, wachsenden Halbmonden, erinnert an ein arabisches Kriegsbanner, das ein Wassenaer (vielleicht der Ritter Philipp) auf einem der Kreuzzüge erbeutet haben soll. Ein Siegel mit Wappen ist erst von seinem Sohn Dirk I. überliefert, vier Querbalken mit darübergelegtem Andreaskreuz; die Halbmonde könnten damals jedoch bereits als Helmzier gedient haben.
Die Stammburg befand sich im Dorf Wassenaar in Südholland (das erst im 16. Jahrhundert zu einer Stadt wurde, als sich reiche Den Haager dort Sommersitze am Meer bauten). Die Familie stellte die Bannerherren der Burg. Von Dirk I. stammen die Linien van Wassenaer, van Cranenburch und van Groenevelt ab, während sein Bruder Filips 1226 das Kasteel Duivenvoorde erhielt und die Linie van Duvenvoirde begründete, aus der erst Johan van Duvenvoirde († 1645) wieder den Namen van Wassenaer-Duivenvoorde annahm.
Im Jahre 1340 wurde der ältere Familienzweig von den Grafen von Holland mit dem Amt des Burggrafen von Leiden belehnt; im Haken-und-Kabeljau-Krieg standen sie mit anderen lokalen Adelsgeschlechtern auf Seiten der Haken. Der Zweig starb im Jahre 1544 aus.

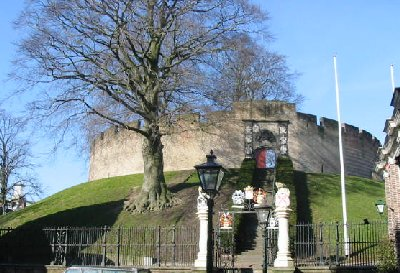
Burg in Leiden
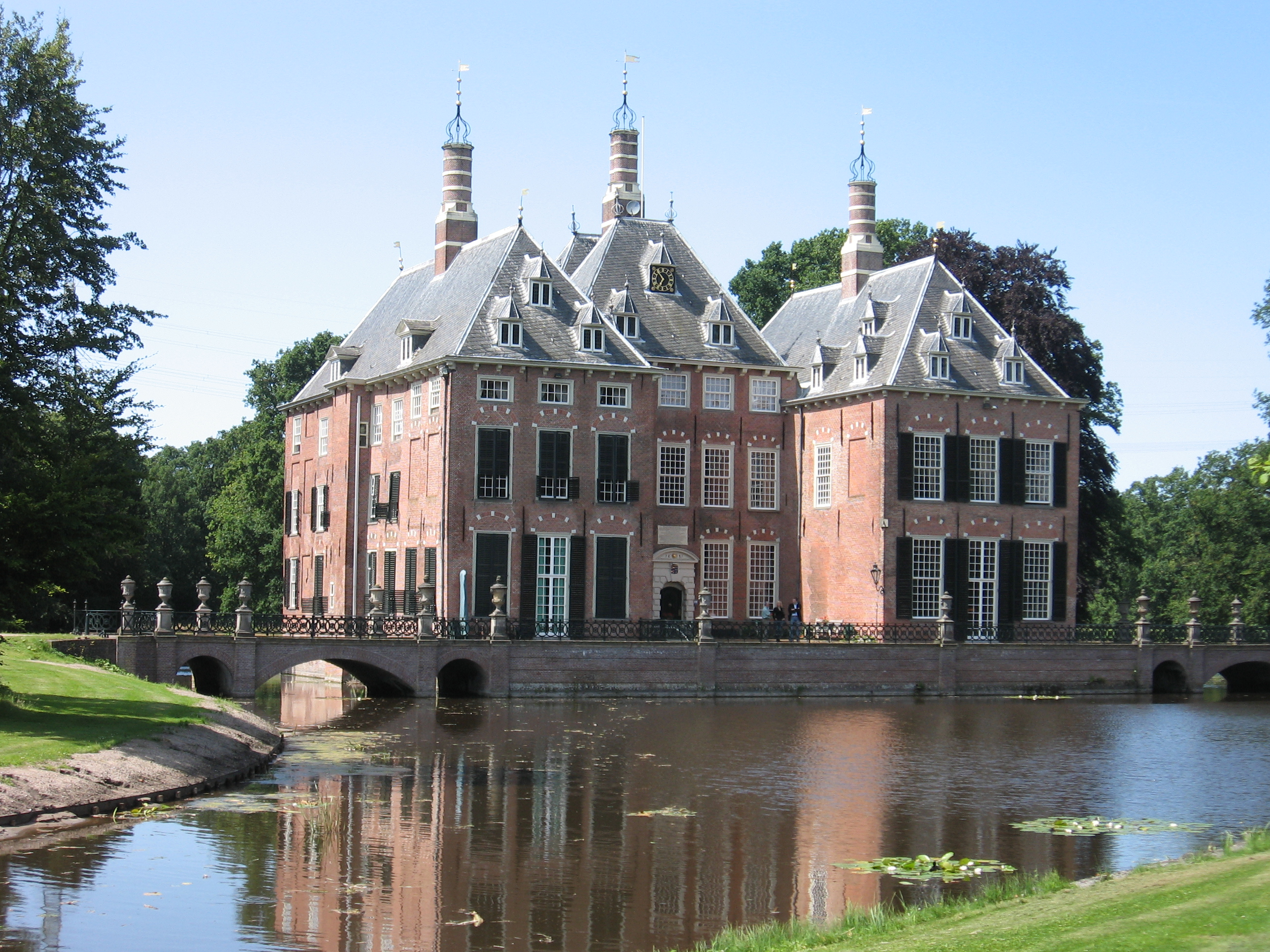
Kasteel Duivenvoorde (1226 bis 1771 im Besitz der Familie)
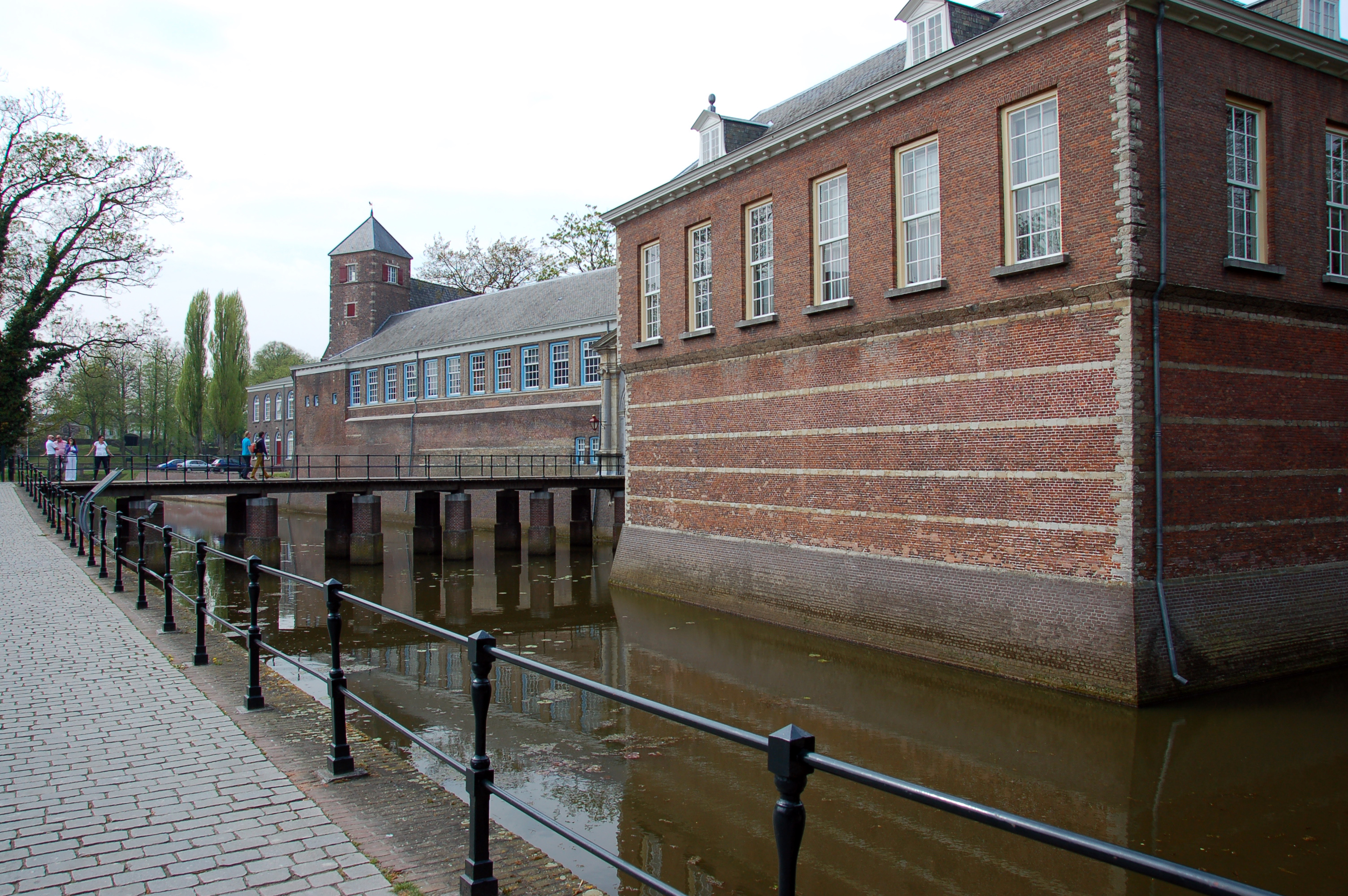
Burg in Breda

Das Kasteel Duivenvoorde ging durch die Erbtochter Jacoba Maria van Wassenaar (1709–1771) an die Barone Torck und von diesen wiederum in weiblicher Linie an die Adelsfamilien Steengracht und Schimmelpenninck über. Heute gehört es einer Familienstiftung, ist als Museum zu besichtigen und wird von Emilie van Haersma Buma-Schimmelpenninck van der Oye und ihrem Mann bewohnt.
Philips III. van Duivenvoorde (ca. 1248 – nach 1301) wurde 1295 mit der Herrschaft Polanen bei Monster belehnt; sein Sohn Jan I. van Polanen (ca. 1285 – 1342) begründete den gleichnamigen Familienzweig, der ein silbernes Wappen mit drei schwarzen Halbmonden führte. 1339 wurden er und sein Sohn Jan II. durch Johann III. von Brabant mit Breda belehnt, wo Jan II. 1335 eine Wasserburg (den Vorgängerbau des heutigen Kastells) errichten ließ. Ein Sohn Jans II. heiratete in die Familie der Grafen von dem Bergh ein und begründete dadurch das Adelsgeschlecht Leck, welches zwischen 1416 bzw. 1486 und 1712 die Herren bzw. Reichsgrafen von dem Bergh stellte. Willem van Duvenvoorde (1290–1353) kaufte 1324 die Herrlichkeit Oosterhout und große Ländereien um Breda und Bergen op Zoom. Durch die Heirat der Johanna von Polanen, Enkelin Jans II., (1392–1445) mit dem Grafen Engelbert I. aus dem Hause Nassau-Dillenburg kamen zahlreiche Güter, vor allem Breda, de Lek, Oosterhout und Niervaart, an das Haus Nassau und  dadurch wurde dieses zu Beginn des 15. Jahrhunderts zu einem der großen Grundbesitzer in den Niederlanden (und später als Haus Oranien zur herrschenden Dynastie).

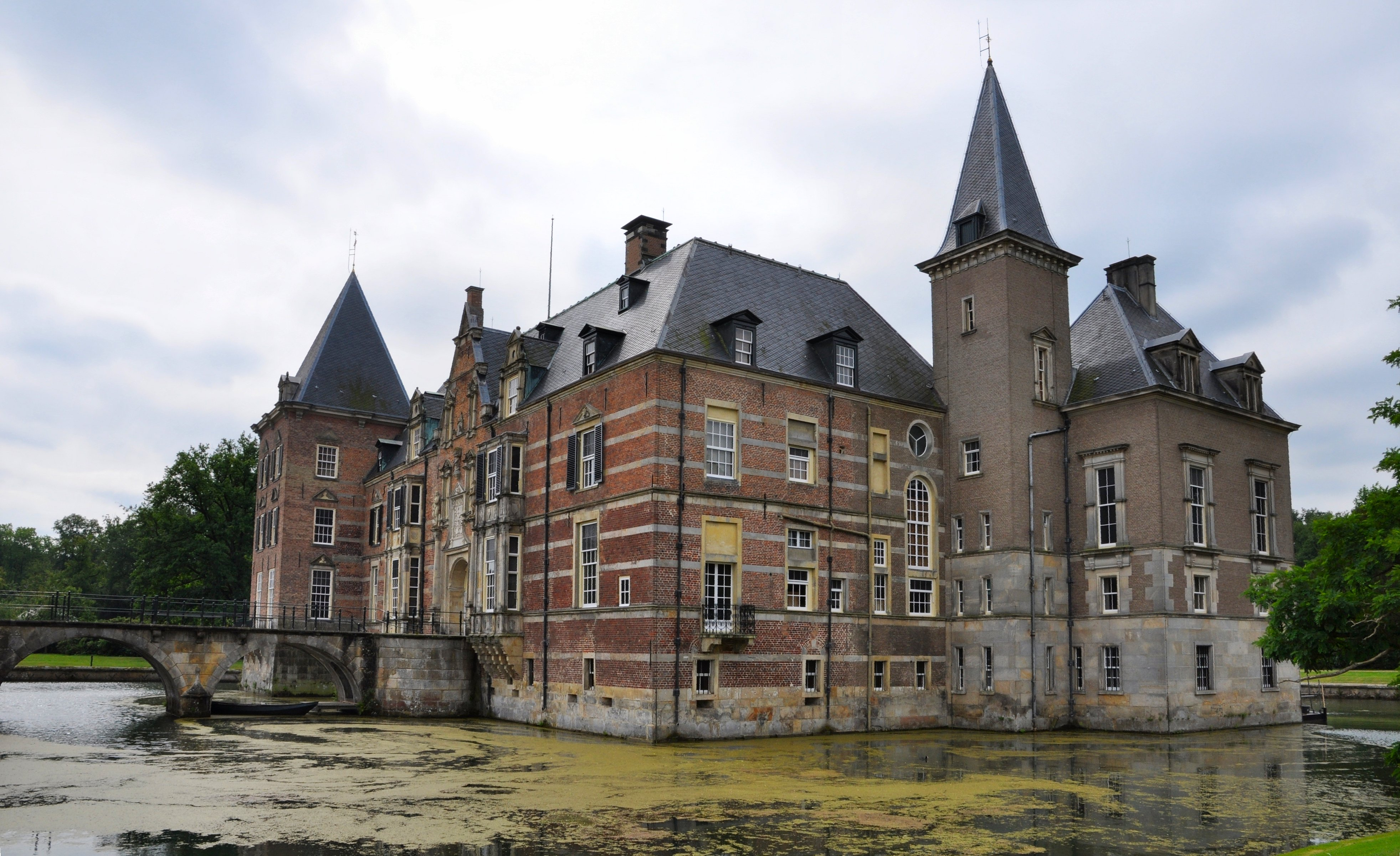
Schloss Twickel bei Delden (1714 bis 1953 im Besitz der Familie)

Im Jahre 1711 wurde der Zweig van Wassenaer Opdam in den Reichsgrafenstand erhoben. Durch die Heirat Jacobs II. van Wassenaer Obdam (1645–1714) mit Adriana Sophia von Raesfeld 1676 kam das Schloss Twickel bei Delden in die Familie. Im Jahre 1850 ist der Zweig Wassenaer Opdam ausgestorben. Durch die Ehe der Marie Cornélie van Wassenaer Obdam (1799–1850) kam Twickel an die Familie van Heeckeren van Kell, die den Namen van Heeckeren van Wassenaer annahm. Baronin Marie Amélie van Heeckeren van Wassenaer, geb. Gräfin van Aldenburg Bentinck (1879–1975), brachte Schloss und Gut 1953 in eine Stiftung ein, die von ihrem Großneffen Christian Graf zu Castell-Rüdenhausen (1952–2010) und jetzt von dessen Erben verwaltet wird.
Durch die Heirat des Jacob van Wassenaer, Herr zu Voorschoten, Duivenvoorde und Veur (1649–1707) mít Jacoba van Lyere, Herrin der beiden Katwijken (Katwijk aan Zee und Katwijk aan den Rijn) und von 't Zandt (1652–1693), entstand der bis heute blühende Zweig van Wassenaer tot Catwijck. Bis ins 20. Jahrhundert waren auch die Schlösser Hoekelum und Nederhemert im Besitz von Familienzweigen.
Anfang des 19. Jahrhunderts erhielten sämtliche Familienmitglieder den Titel Baron.

## Familienmitglieder
- Jan I. van Polanen (ca. 1285–1342), Herr von Polanen, Pfandherr von Breda
- Jan II. van Polanen (ca. 1325–1378),  Herr von Breda, Herr von Polanen
- Jan III. van Wassenaer van Polanen (1340–1394), Herr von Breda, Herr von Polanen
- Johanna van Polanen (1392–1445), Ehefrau des Grafen Engelbert I. von Nassau-Dillenburg; durch diese Heirat gelangte Breda in den Besitz der Familie Oranien-Nassau
- Filips van Wassenaer (15. Jahrhundert), Burggraf von Leiden, stand auf Seiten der Haken im Haken-und-Kabeljau-Krieg
- Johan van Duvenvoorde Wassenaer (1577–1645), niederländischer Admiral
- Jacob van Wassenaer Obdam (1610–1665), Bannerherr von Wassenaar, Herr von Obdam, niederländischer Admiral
- Jacob II. van Wassenaer Obdam (1645–1714), Reichsgraf von Wassenaer, niederländischer General
- Unico Wilhelm van Wassenaer (1692–1766), Reichsgraf von Wassenaer, niederländischer Diplomat und Komponist des Spätbarock
- Carel George van Wassenaer Obdam (1733–1800), Politiker
- Marie Cornélie van Wassenaer Obdam (1799–1850), Reichsgräfin von Wassenaer, durch ihre Heirat mit Baron Jacob Dirk Carel van Heeckeren van Wassenaer gelangte der Besitz der Wassenaer Opdam in die Hände der Van Heeckeren

## Familie Half Wassenaer
Neben den Van Wassenaers existierte noch eine andere, nicht verwandte Familie ähnlichen Namens. Die später Half Wassenaer genannte Familie war als Landbauern tätig und seit dem 16. Jahrhundert in Haag-Ambacht (bei der Gemeinde Monster) wohnhaft. Der Familienname rührt von deren Wohnort Wassenaar her. Als die Familie im Laufe des 18. Jahrhunderts zu einem gewissen Ansehen gelangte, führte sie ihre Abstammung zu Unrecht auf einen unehelichen Sohn des Jan II. van Wassenaer, des letzten Burggrafen von Leiden zurück. Trotzdem wurde die Familie Half Wassenaer im Jahre 1814 in die nordbrabantische Ritterschaft eingeführt. Die Familie ist im Jahre 1892 ausgestorben.
- Jonkheer J. W. Half Wassenaer van Onsenoort (1775–1837), Mitglied im Staten Generaal (Generalstaaten) und in der Zweiten Kammer der Generalstaaten